# Roeslerina
Roeslerina är ett släkte av svampar. Roeslerina ingår i familjen Roesleriaceae, klassen Dothideomycetes, divisionen sporsäcksvampar och riket svampar.
|            | Roesleria                                                                 |
|            |                                                                           |
| Roeslerina | \| \| Roeslerina radicella \| \| \| \| \| \| Roeslerina media \| \| \| \| |
|            | \| \| Roeslerina radicella \| \| \| \| \| \| Roeslerina media \| \| \| \| |
|            | Roeslerina radicella                                                      |
|            |                                                                           |
|            | Roeslerina media                                                          |
|            |                                                                           |

|  | Roeslerina radicella |
|  |                      |
|  | Roeslerina media     |
|  |                      |